# Gunwharf Futsal Club
Gunwharf Futsal Club fue un club de fútbol sala de Gibraltar, que jugó por última vez en la División 1 de Gibraltar y en la Futsal Rock Cup en la temporada 2016-17.

## Historia
El club se consagró campeón de la División 3 en la temporada 2014-15 y de esa manera consiguió ascender a División 2. Al año siguiente, en su primera temporada en División 2, el equipo se volvió a coronar campeón y consiguió un extraordinario ascenso a División 1, el más alto nivel del sistema de ligas de fútbol sala de Gibraltar.

### Temporada 2016-17
En la temporada 2016-17, el club hizo su debut en División 1 en un partido contra Glacis United en el que terminó perdiendo por ocho contra cinco. En esa temporada el club marcó la mayor goleada del torneo en un partido contra Mons Calpe ganando por veintiuno contra dos. Finalmente terminó en la cuarta posición en esa temporada, con veintiún puntos, siete partidos ganados y ocho perdidos; además marcó noventa y un goles y recibió setenta y uno. El goleador del equipo fue el español Rodríguez que marcó veinte goles en los quince partidos.
Esa misma temporada el equipo consiguió una participación histórica en la Futsal Rock Cup 2017, llegando hasta la final donde se enfrentó a Glacis United. El partido fue jugado el 11 de junio en el Tercentenary Sports Hall, en él Glacis United se impuso por cuatro contra cero. Gunwharf alcanzó la final luego de eliminar en primera ronda a Saint New Team por tres contra cero; en segunda ronda a Lions Gibraltar por once contra cero; en cuartos de final a Gibraltar Phoenix (subcampeón de la edición 2016) por ocho contra cinco y en semifinales a St.Joseph's South Trade por catorce contra cinco.

## Resumen general de las temporadas
| Temporada | División 1 | División 2 | División 3 | Futsal Rock Cup (copa) |
| --------- | ---------- | ---------- | ---------- | ---------------------- |
| 2014-15   |            |            | Campeón    |                        |
| 2015-16   |            | Campeón    |            | Cuartos de final       |
| 2016-17   | 4.° lugar  |            |            | Finalista              |

## Palmarés
| Torneo                  | Títulos | Subcampeonatos | Años en los que fue campeón | Años en los que fue subcampeón |
| ----------------------- | ------- | -------------- | --------------------------- | ------------------------------ |
| División 2 de Gibraltar | 1       | 0              | 2016                        |                                |
| División 3 de Gibraltar | 1       | 0              | 2015                        |                                |
| Futsal Rock Cup (copa)  | 0       | 1              |                             | 2017                           |